# Fernand Salkin
Ne doit pas être confondu avec Émile Salkin.
Pour les articles homonymes, voir Salkin.
Fernand Salkin, né le 27 juin 1862 à Montélimar et mort à Marseille le 21 janvier 1937, est un militaire et peintre français.

## Biographie
Fernand Frédéric Guillaume Salkin est né le 27 juin 1862 à Montélimar. Fils d'un fonctionnaire originaire de Belgique, Fernand entre comme élève à l'école des beaux-arts de Nîmes. Il s'engage ensuite dans l’administration du Service de santé militaire, devient commandant, et voyage partout en France, mais aussi en Algérie et au Tonkin. En 1909, il quitte le service de santé et se retire à Marseille où il vit jusqu'à sa mort.
Sa première exposition date de 1903, à Tunis, où le « commandant Salkin », expose ses dessins et aquarelles inspirés de ses voyages. Il expose ensuite au Salon des artistes français (Paris) dont il devient membre en 1918, à Montpellier, à Aix-en-Provence, à Lyon et à Bruxelles. En 1911-1912 est produit une rétrospective de son œuvre intitulée « Au pays de Mistral ». Il est décrit comme « un coloriste vibrant et un peintre qui a le sens du mouvement et de la vie » lors de son exposition chez Georges Petit. 
En juillet 1917, il est nommé officier de la Légion d'honneur ; il s'engage durant toute la Première Guerre mondiale comme inspecteur administratif du service de santé militaire ; il produit des dessins au fusain témoignant de l'horreur des tranchées.
En mars 1912, il est nommé peintre officiel de la Marine. En mai 1921, il est confirmé de nouveau comme peintre officiel de la Marine, fonction qu'il occupe jusqu'en 1931.
Il expose à Alger durant les années 1920.
Il meurt à Marseille le 21 janvier 1937.

## Conservation
- Golfe de Sanary ou Les Pins de la Cride à Sanary (Var) (1922), huile sur toile, Marseille, musée des beaux-arts[7].
- Le Raccommodage des filets aux Martigues (1922), huile sur toile, Brazzaville, ancien palais du Gouverneur [non localisée][8].